# Agapit (Vyšnevskyj)
Agapit (světským jménem: Antonij Josyfocyč Vyšnevskyj; 28. července 1867, Vyhiv – 10. července 1923, Jekatěrinoslav) byl ukrajinský duchovní Ruské pravoslavné církve a arcibiskup jekatěrinoslavský a mariupolský.

## Život
Narodil se roku 28. července 1867 ve vesnici Vyhiv Volyňské gubernie jako syn diákona.
Roku 1882 dokončil Žytomyrské duchovní učiliště a roku 1888 Volyňský duchovní seminář.
Dne 15. července 1888 se stal psalomščikem v chrámu Svaté Trojice ve vesnici Didkovyči. Od 1. září učil na místní farní škole.
Oženil se. Dne 19. listopadu 1889 byl rukopoložen na diákona 21. listopadu na jereje. Dne 27. července 1892 mu bylo uděleno právo nosit nabedrennik.
Roku 1892 ovdověl a nastoupil na Kyjevskou duchovní akademii. Dne 10. srpna 1895 byl v Kyjevskopečerské lávře postřižen na monacha a přijal mnišské jméno Agapit. Roku 1896 dokončil akademii s titulem kandidáta bohosloví.
Dne 2. října 1896 byl jmenován inspektorem Poltavského duchovního semináře. Dne 9. dubna 1898 mu bylo uděleno právo nosit náprsní kříž.
Dne 24. července 1898 byl jmenován rektorem Jekatěrinoslavského duchovního semináře. Dne 2. srpna 1898 byl povýšen na archimandritu. Byl členem Imperiální pravoslavné palestinské společnosti.
Dne 22. března 1902 jej Nejsvětější synod zvolil biskupem umaňským a třetím vikářem kyjevské eparchie. Dne 7. dubna 1902 proběhla jeho biskupská chirotonie.
Dne 3. ledna 1903 se stal představeným monastýru svatého archanděla Michaela v Kyjevě.
Dne 12. května 1906 byl jmenován druhým vikářem eparchie.
Dne 3. ledna 1908 byl ustanoven biskupem čyhyrynským a prvním vikářem kyjevské eparchie.
Dne 17. září 1908 byl převeden na vladikavkazskou katedru.
Od 4. října 1911 byl biskupem jekatěrinoslavským a mariupolským.
Dne 15. května 1918 byl povýšen na arcibiskupa.
Dne 2. ledna 1919 po dobytí Kyjeva armádou Ukrajinské národní republiky byl v čele Synodu nekanonické Ukrajinské pravoslavné autokefální církve a zakázal zmiňovat patriarchu moskevského Tichona a metropolitu Antonija (Chrapovického) během bohoslužeb.
Od roku 1919 členem Jihovýchodního ruského církevního soboru.
Dne 27. listopadu 1919 byl soudem dvanácti biskupů v Novočerkassku pod předsednictvím metropolity kyjevského Antonija (Chrapovického) odvolán ze své funkce. Důvodem bylo způsobení schizmatu a křivá přísaha. Byl ustanoven představeným Balaklavského monastýru na Krymu.
Dne 23. července 1922 zakázal všem vstup do Živé církve (schizmatická skupina tzv. renovacionismus), druhý den byl zatčen a v srpnu se připojil k renovacionistům, k čemuž vyzval i své stádo. Dne 4. září 1922 byl renovační synodem ustanoven dočasným správcem jekatěrinoslavské eparchie. Dne 27. listopadu 1922 byl znovu zatčen za ukrývání církevních cenností. Poté činil pokání a znovu se připojil k moskevskému patriarchátu.
Zemřel 10. července 1923 ve vězení na tyfus[nepřesný odkaz].